# Nacerdes brendelli
Nacerdes brendelli is een keversoort uit de familie schijnboktorren (Oedemeridae). De wetenschappelijke naam van de soort is voor het eerst geldig gepubliceerd in 1987 door Švihla.